# Nuno Reis (graffitikunstenaar)
Nuno Reis (Angola, 2 maart 1974 – Portugal, 4 augustus 2022), beter bekend als Nomen, was een autodidactisch Portugees graffitikunstenaar. Samen met zijn collega's Ram en Utopia vormde hij de Double Trouble crew en met Youth, Obey, Exas en Mosaik de Racking Mafia crew.

## Lijfspreuk
“Ik word liever vereeuwigd en herboren in elk stuk dat ik maak, dan altijd op dezelfde manier te creëren. Ik ben een persoon, geen merk.”

## Biografie
Nuno werd in 1974 in Angola geboren en woonde daar tot zijn 2de levensjaar. Vanaf zijn 14 was hij al geïnteresseerd in muurschilderingen. Hij spendeerde zijn latere leven in Portugal en werkte ook geruime tijd in Engeland. In 1989 spoot Nomen zijn eerste publieke werken op muren en treinen, langs de Cascais lijn in de streek van Carcavelos. Hij wordt dan ook beschouwd als een van de Portugese graffiti pioniers.
Na jaren van oefenen in het illegaal circuit, groeide hij uit tot een vermaard stads- en straatartiest. Maar op een gegeven moment besloot hij toch om de stap te zetten naar professioneel kunstenaar. Hij schilderde vanaf dan meestal in opdracht voor overheden en ondernemingen kleinere en heel grote werken op muren, huizen en industriële elementen. Daarnaast maakte hij ook veel fantasierijke schilderijen op doek. Zijn werken werden met de jaren in meerdere landen tentoongesteld.
Nomen, de zelfbenoemde style swinger, was veelzijdig en productief. Zijn gekend oeuvre wordt op meer dan 1700 werken geschat.
Nuno's zoon Gonçalo Reis, oorspronkelijk bekend onder zijn artiestennaam Gsus en nadien als Gongas, trad in zijn vaders artistieke voetsporen. Na het overlijden van zijn vader in augustus 2022 nam hij het beheer van diens onderneming ArtDisturbers Studio and Gallery over om de verkoop van zijn vaders kunstwerken verder te zetten.

## Schilderstijl
Hij gebruikte voornamelijk acrylverf spuitbussen die het detailniveau beperken versus andere meer verfijnde technieken. In zijn jonge jaren hanteerde hij de klassiekere straatkunst composities en schuwde het niet om ook wel eens kritiek in zijn kunstwerken op te nemen. Zijn recentste werken bevatten nog steeds elementen van typografie en straatkunst met onderwerpen als beroemdheden, fantasiepersonen, filmfiguren of teruggrijpende naar kleurrijke 3D teksten in herkenbare straatkunststijl.

## Muurschilderingen
- In Lissabon:

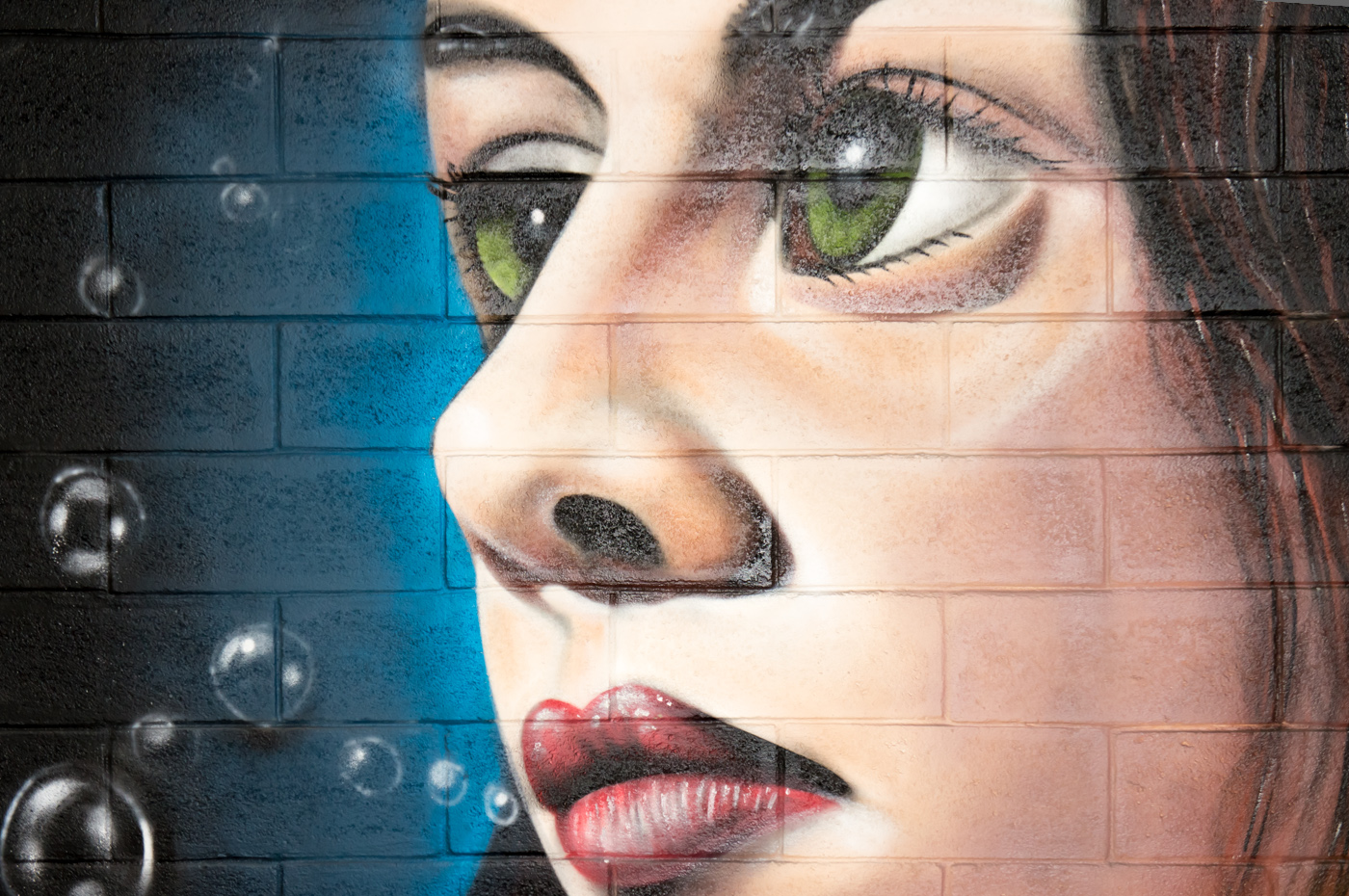
Chão do Loureiro autoparking

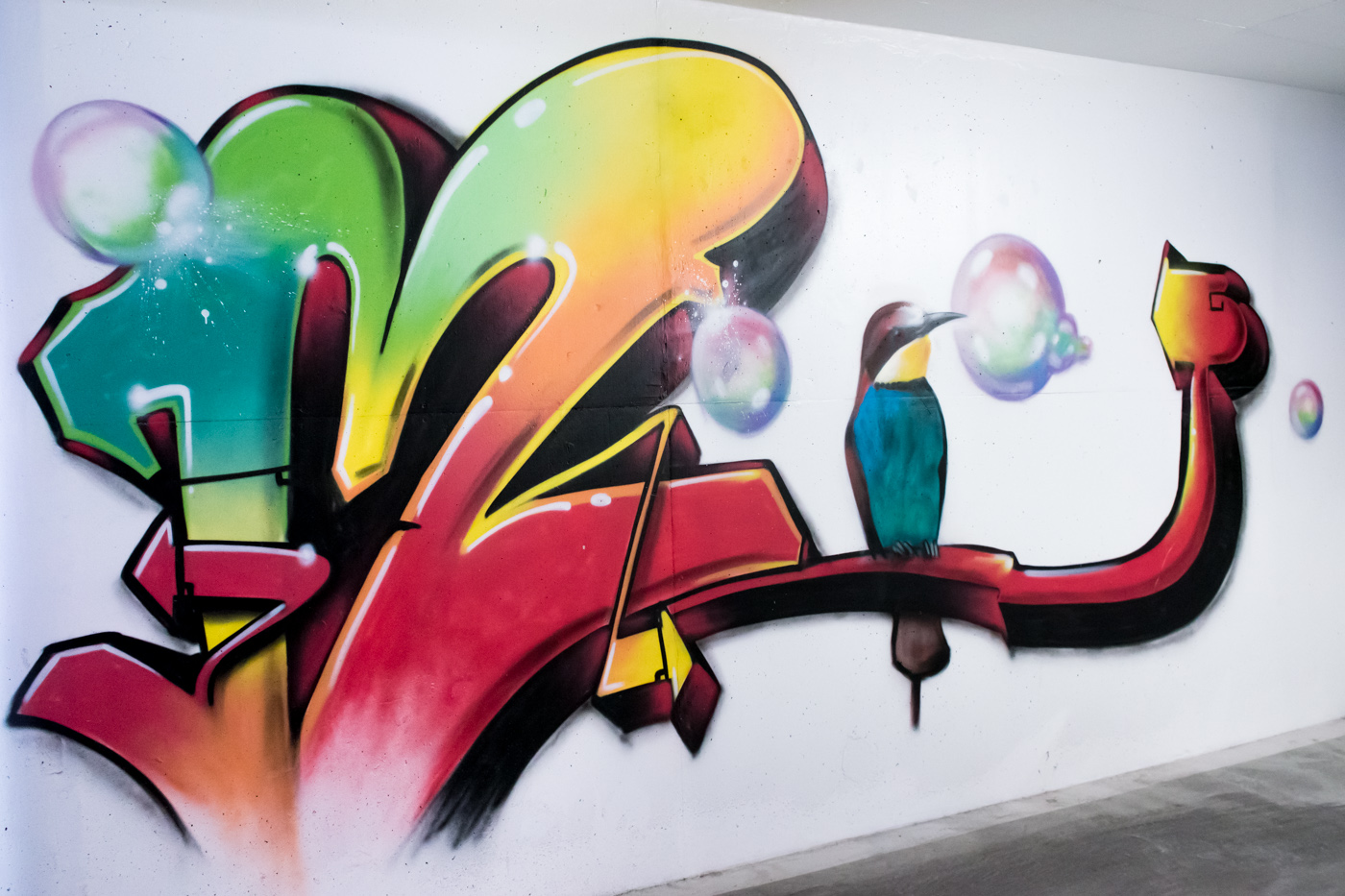
Chão do Loureiro autoparking, V2

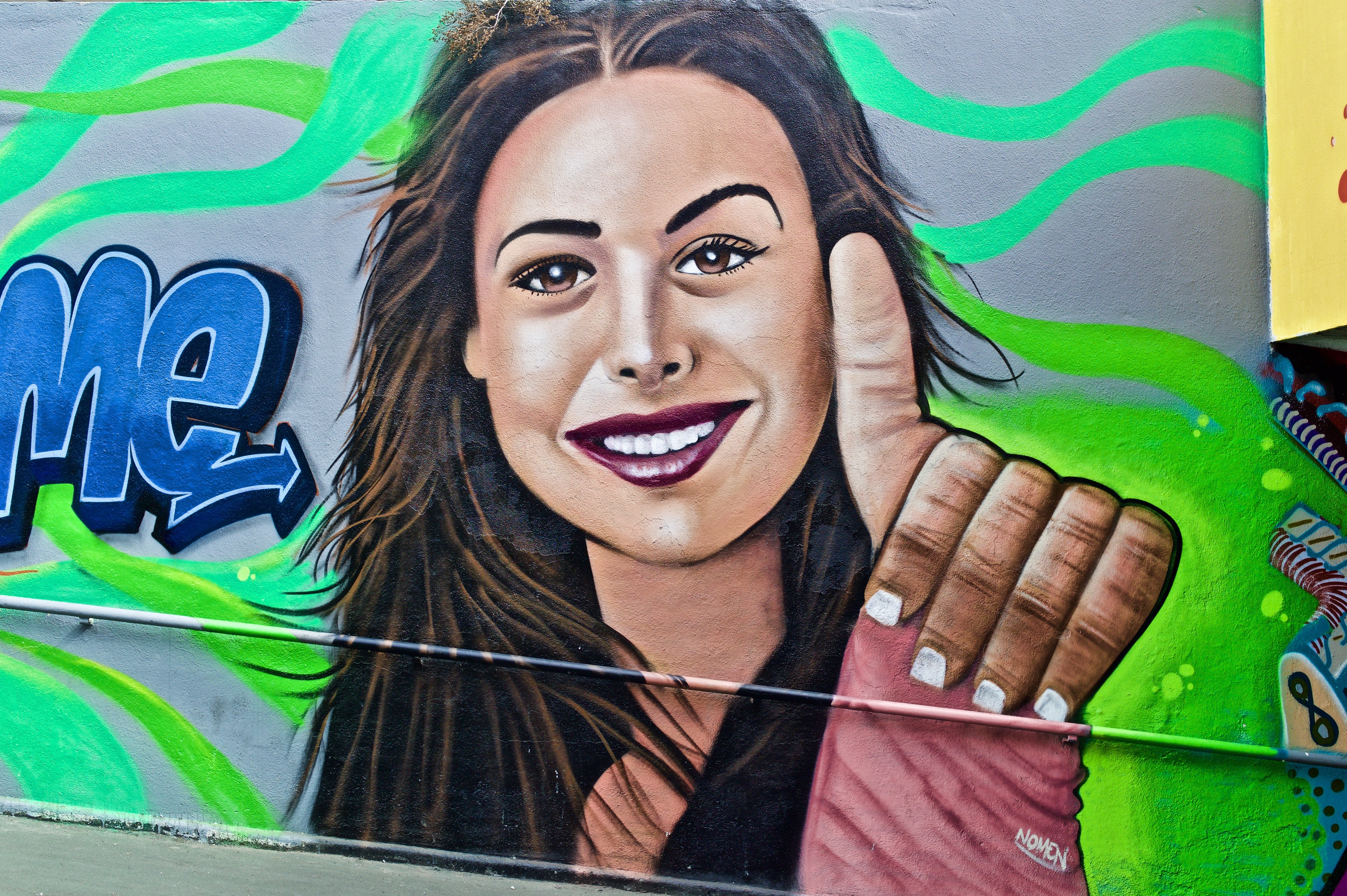
Estação de Comboio de Algés

  - Avenida Conselheiro Fernando de Sousa
    - 2012 - Pray for Portugal[3]
    - 2012 - As marionettas de Merkel - De marionetten van (Angela) Merkel, samen met Slap en Kurtz[4]
    - 2012 - A lei do mais forte - De wet van de sterkste, samen met Slap, Kurtz, Exas en Luka[5]

  - Avenida da India
  - Parkeergarage Chão do Loureiro, het project 'Ás 5, no mercado', waarbij vijf bekende kunstenaars ieder een volledige verdieping als canvas kregen
    - 1ste verdieping met werken van de vijf kunstenaars
    - 2de verdieping met werken van Nomen
    - de hogere verdiepingen met werken van Paulo Arraiano, Ram, Mar en Miguel Januário

  - Rua Cais de Alcântara
- In Casceis:
  - Estação de Comboio de Algés - Algés treinstation[6]
- In Coimbra:
  - Ponte De Vilela
    - 2018 - The Secret Room[7]
- In Oeiras en Parede.
- In Frankrijk te Saint-Denis.

## Werken op doek
In de figuratieve werken vinden we abstracte maar ook realistische beeltenissen van personen als Picasso, Marilyn Monroe en Catherine Zeta-Jones maar eveneens van Mickey Mouse en Super Mario. De onderwerpen staan afgebeeld op een abstracte achtergrond met variaties van kleuren en vormen. Naast het ondertekenen van zijn werken met 'Nomen' verwerkte hij zijn artiestennaam ook veelvuldig in zijn onderwerpen en achtergronden.
Bekende reeksen van zijn hand zijn onder meer Girl from Ipanema en The Saint en individuele werken als Marilyn in Wonderland en Catherine Zeta-Jones Universe.

## Exposities
Zijn werken werden in veel landen tentoongesteld waaronder Frankrijk, Israël, Panama en Qatar. Kort voor zijn overlijden van 8 tot 10 april 2022 ook nog in Le Carrousel van het Louvre tijdens het Salon International de l'Art Contemporain.